# Bius thoracicus
Bius thoracicus – gatunek chrząszcza z rodziny czarnuchowatych i podrodziny Tenebrioninae. Zamieszkuje palearktyczną Eurazję. Gatunek reliktowy, saproksyliczny.

## Taksonomia
Gatunek ten opisany został po raz pierwszy w 1792 roku przez Johana Christiana Fabriciusa pod nazwą Trogossita thoracica. W 1834 roku Pierre F.M.A. Dejean umieścił go w nowym rodzaju Bius, wówczas monotypowym, w związku z czym omawiany takson stanowi jego gatunek typowy.

## Morfologia
Chrząszcz o ciele w zarysie wydłużonym, walcowatym z równoległymi bokami, osiągającym od 6 do 8 mm długości. Ubarwienie ma rdzawobrązowe do ciemnobrązowego, lekko błyszczące. Wierzch ciała pokrywa gęste i grube punktowanie oraz drobna, ziarenkowata mikrorzeźba.
Głowa jest dłuższa niż szersza, o lekko wykrojonym nadustku, trochę powydłużanym punktowaniu ciemienia, dość mocno występami zaokrąglonych policzków wykrojonych przednich krawędziach poprzecznych oczu i wyraźnie rozszerzonych członach czułków od siódmego do jedenastego.
Przedplecze jest kwadratowe w zarysie, tylko trochę szersze od głowy, najszersze w połowie długości, dość płaskie, o krawędziach bocznych i tylnej obrzeżonych wąską listewką oraz o wyraźnie wyciętych przed tylnymi kątami bokach. Pokrywy są wyraźnie szersze od przedplecza, najszersze za środkiem, równomiernie pokryte płytszymi i mniejszymi niż na przedpleczu punktami. Tylna para skrzydeł jest dobrze rozwinięta. Spód ciała jest mocno i gęsto punktowany.

## Ekologia i występowanie
Owad borealno-górski, zaliczany do reliktów lasów pierwotnych. Zasiedla obumierające lub martwe, ale wciąż stojące drzewa. Najczęściej związany jest ze świerkami, ale bywa znajdywany także w brzozach, dębach i olszach. Zarówno larwy, jak i postacie dorosłe bytują pod odstającą korą, w zmurszałym drewnie i w chodnikach larw chrząszczy z rodziny kózkowatych i kołatkowatych. Larwy omawianego gatunku odżywiają się odchodami, drzewną mączką i trocinami utworzonymi poprzez żerowanie ksylofagicznych i kariofagicznych larw innych chrząszczy. Cykl życiowy jest co najmniej dwuletni. Przepoczwarczenie ma miejsce w sierpniu, wrześniu lub jesienią, a po opuszczeniu poczwarki postać dorosła zimuje.
Gatunek palearktyczny. W Europie znany jest z Francji (na zachód po Pireneje), Niemiec, Szwajcarii, Austrii, Szwecji, Norwegii, Finlandii, Estonii, Polski, Czech, Słowacji, Białorusi, Rumunii, Chorwacji oraz europejskiej części Rosji (na północ po Karelię i Półwysep Kolski), w Azji zaś z syberyjskiej i dalekowschodniej części Rosji, Kazachstanu, Mongolii i Japonii. Na południu zasięgu ograniczony jest do nielicznych, izolowanych stanowisk. W Polsce znaleziony został jednokrotnie, w połowie XX wieku w Puszczy Białowieskiej. Na Czerwonej liście zwierząt ginących i zagrożonych w Polsce znalazł się jako gatunek przypuszczalnie wymarły (EX?). 